# Referendum over de startnotitie-Grote Markt Oostzijde

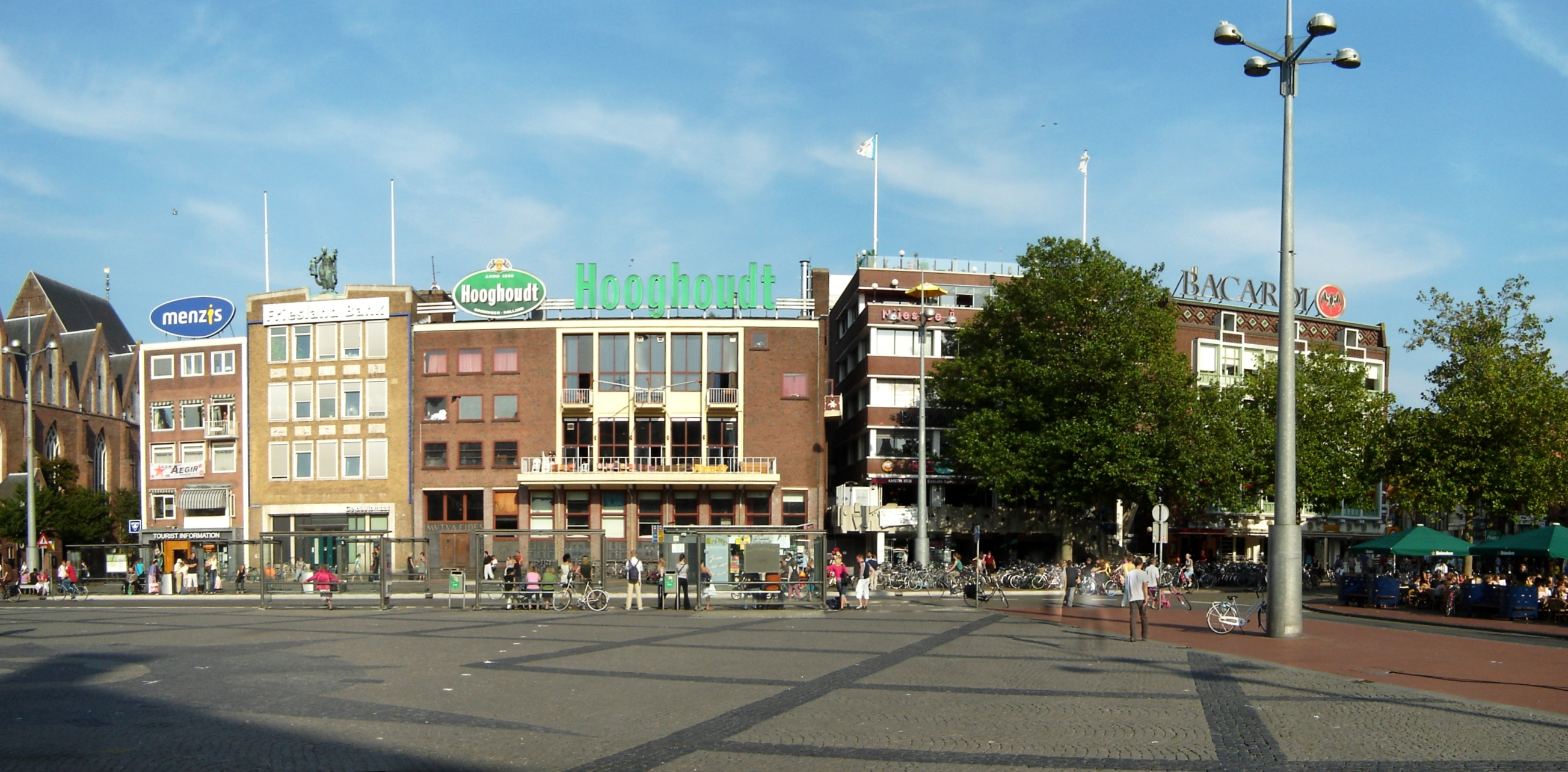
De oostwand van de Grote Markt, september 2006

Het referendum over de startnotitie-Grote Markt Oostzijde was een volksraadpleging in de stad Groningen, die plaatsvond op 29 juni 2005. Inzet van het correctief referendum was een conceptplan (de "startnotitie") van de gemeente voor een ingrijpende verbouwing van de oostwand van de Grote Markt, het centrale plein van de stad.
Het correctief referendum vond plaats op basis van de Referendumverordening van de Gemeente Groningen. Voorwaarden zijn dat er een recente startnotitie is, dat deze door de Raad is aangenomen, dat er in twee handtekeningenacties voldoende handtekeningen met naam en adres, uitsluitend op door de Gemeente verstrekte lijsten, van geregistreerde meerderjarige inwoners van de gemeente zijn opgehaald.

## De startnotitie
De startnotitie behelst de bouw van een nieuw plein, de Nieuwe Markt, achter de oostzijde van de Grote Markt, met daaraan het Forum Groningen (aanvankelijk Huis voor Informatie en Geschiedenis in Groningen, HIGG). Hiervoor is de sloop noodzakelijk van een aantal gebouwen aan de oostzijde van de Grote Markt en daarachter. Ook wordt de bestaande parkeergarage flink uitgebreid.

## Voorgeschiedenis

### Referendum van 2001
Al eerder werd in Groningen een correctief referendum gehouden over de toekomst van de Grote Markt; op 21 februari 2001 stemden de inwoners over het stedenbouwkundig plan Nieuwe Noordzijde Grote Markt. Volgens dit plan zouden aan de noordzijde van het plein winkels gesloopt en vervangen worden. Ook moest er een parkeerkelder onder de Grote Markt komen.
Bij dit referendum hadden alleen de tegenstanders een campagneorganisatie opgezet, het comité Geen Gat in de Grote Markt; lidorganisaties waren Milieudefensie, de Fietsersbond ENFB, ROVER, GroenLinks, De Groenen, de SP, Student en Stad en de JS.
Het symbool van het comité Geen Gat was een getekende omvallende Martinitoren, afgeleid van een van de "7 redenen" die het comité noemde om tegen te stemmen: de aanleg van de parkeergarage zou schade aan de toren kunnen berokkenen.
Het plan Nieuwe Noordzijde werd verworpen door 81% van de stemmers, bij een opkomst van 56% van de stemgerechtigden.

### Referendum over de Europese Grondwet
Ook eerder in 2005, op 1 juni werd al een referendum gehouden, het landelijke referendum over de Europese Grondwet. Bij dit referendum was de SP (in ieder geval in Groningen) de motor van de tegencampagne, die lokaal met 57% tegenstemmers (bij een opkomst van 65%) het referendum "won".
Het feit dat dit referendum precies vier weken eerder plaatsvond, betekent dat de campagneperiodes voor een groot deel overlapten.

## Campagne
VoorstandersDe voorstanders van de plannen waren verenigd in het comité Grote Markt Ja. Hoewel het initieel bestond uit vertrouwelingen van wethouder Willem Smink (ruimtelijke ordening, PvdA) en activisten van o.a. GroenLinks en PvdA, wist dit comité zich met succes als apolitiek te presenteren.
TegenstandersDe tegenstanders van de plannen, waaronder de SP en de lokale partijen Stadspartij en Student en Stad, waren verenigd in het comité "Meer doen met 40 miljoen"; een verwijzing naar de geraamde 40 miljoen die het project zou gaan kosten.

## Uitslag
Stemgerechtigd waren alleen inwoners van de stad zelf, niet van de overige plaatsen in de gemeente Groningen. Uiteindelijk stemde 53% van de kiezers vóór het plan tegen 47% tégen (en minder dan één procent blanco). Met een opkomst van 57.244 (38,59%) was de uitslag van dit correctief referendum niet geldig; de kiesdrempel van 30% was niet gehaald. De plannen van de gemeente werden niet herzien.